# Biomphalopa concinna
Biomphalopa concinna är en snäckart som först beskrevs av Hedley 1924.  Biomphalopa concinna ingår i släktet Biomphalopa och familjen Charopidae. Inga underarter finns listade i Catalogue of Life.